# Solwara
Solwara — первый в мире проект добычи полезных ископаемых на глубине 1600 метров в Новогвинейском море примерно в 30 км от побережья острова Новая Ирландия. Месторождение обнаружено в 1996 году, с 2005 года работами на нём занимается канадская компания Nautilus Minerals. Разведка месторождения ведётся с 2007 г., а старт добычи ожидается в 2013—2014 гг.

## Месторождение
Разведка месторождения, проведённая в 2007 и 2010—2011 годах обнаружила 1030 килотонн полиметаллической сульфидной руды с содержанием меди 7,2 %, золота 5,0 г/т, серебра 23 г/т и цинка 0,4 %. Предположительный объём запасов оценивается в 1540 килотонн руды с содержанием меди 8,1 %, золота 6,4 г/т, серебра 34 г/т и цинка 0,9 %. Площадь месторождения составляет 59 км2.

## Технология добычи
Технология добычи включает в себя три основных компонента:
- Донные добывающие роботизированные машины;
- Подъёмное оборудование;
- Судно поддержки производства.

### Донные добывающие машины
С помощью вспомогательной фрезерной машины (Auxiliary Cutter) осуществляется подготовка основания для работы. Разработку осуществляет более мощная основная фрезерная машина (Bulk Cutter). Измельченный материал собирается сборочной машиной (Collecting Machine), превращается в пульпу и доставляется к подъёмнику.

### Подъёмное оборудование
Для перекачки пульпы используется 120-тонный десятикамерный поршневой насос производства GE Hydril. Транспортировка пульпы на вспомогательное судно осуществляется по трубопроводу диаметром 12 дюймов, возврат использованной воды — двум шестидюймовым трубопроводам.

### Вспомогательное судно
На палубе судна поддержки производства пульпа обезвоживается. Твердая фаза перегружается на баржу для транспортировки в порт Рабаул, расположенный в 50 километрах от места добычи. Использованная морская вода закачивается обратно в придонные слои. Возврат отработанной воды позволяет избежать нарушения температурного режима поверхностных вод и минимизировать воздействие на окружающую среду.

## Экономика
Общие капзатраты по Solwara 1 должны составить около 407 млн долларов США, говорится на сайте компании. Согласно годовому отчёту за 2011 год обязательства компании составили 24 млн долл., активы 282,5 млн долларов, в том числе 149,4 млн долл. денежных средств.